# FLIR

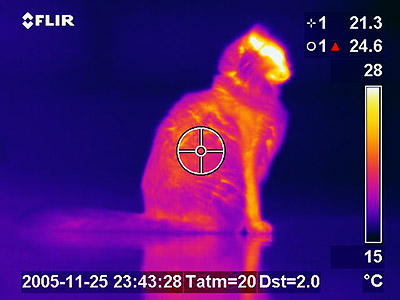
Imagem termográfica de um gato, obtida a partir de um equipamento FLIR.

O FLIR (do inglês "Forward Looking Infra-Red" - algo como "infravermelho olhando para a frente" - ou sensor de visão frontal infravermelha), é um dispositivo que detecta a radiação infravermelha emitida por objetos "quentes" (ou seja, que emitem ondas de radiação infravermelha. Usam portanto a energia térmica emitida para formar, com a ajuda de um processador digital, imagens tridimensionais dos objetos observados, criando uma espécie de "retrato térmico" dos mesmos em tempo real, podendo ser usados para ajudar a pilotos e motoristas dirigir seus veículos na escuridão da noite ou na névoa ou ainda detectar objetos providos de calor contra um fundo frio, quando é impossível a percepção visual dos mesmos, como em noites completamente escuras ou locais cobertos pela fumaça, possuindo óbvias aplicações militares.

## História e desenvolvimento
Os primeiros dispositivos FLIR surgiram na década de 1960, nos Estados Unidos derivados dos sensores de rastreamento e detecção de infravermelho utilizados nos mísseis ar-ar, visando permitir a observação e o ataque de alvos inimigos encobertos pela escuridão, pela fumaça ou pela selva. Tiveram sua estreia na Guerra do Vietnã, onde a densa selva que cobria o cenário do conflito dificultava a detecção e o rastreamento das tropas inimigas pelas forças norte-americanas. Provou sua eficiência nas ações noturnas de interdição realizadas contra a Trilha Ho Chi Minh realizadas pelas "canhoneiras voadoras" (AC-130 "Specter" e AC-119K "Stinger"), quando a guerrilha vietcong pensava se movimentar impunemente, transportando armas, munição e suprimentos do Vietnã do Norte aos guerrilheiros no Vietnã do Sul.
Mesmo com o sucesso obtido, os primeiros sensores FLIR possuíam restrições, como a baixa resolução e a redução na sensibilidade de detecção durante chuvas, e quando em operação através de nuvens densas. Mesmo sem a interferência dos fenômenos atmosféricos, o sistema possuía limitações: sua capacidade, por exemplo, era consideravelmente diminuída na visualização de um alvo que estivesse próximo à focos de chamas ou de fumaça densa.

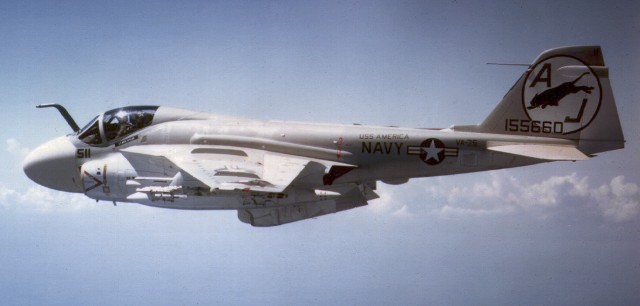
Avião norte-americano A-6C Intruder equipado com um proeminente "pod" FLIR sob o ventre

Os dispositivos FLIR operam na detecção de ondas infravermelhas de médio comprimento, na escala de 3 a 5 mícrons, menos susceptível a interferências atmosféricas. Isso é importante porque permite a estes dispositivos, atualmente, detectar objetos de baixíssima emissão de calor a distâncias superiores a 20Km. Diferem das câmeras infravermelhas, tidas comumente como suas similares, pois estas captam apenas as ondas de luz infravermalha de maior comprimento, na faixa de 5 a 12 mícrons, mais sujeitas às interferências atmosféricas, o que faz com que elas consigam captar e formar imagens como a de um homem apenas a curtas distâncias (até cerca de 2 ou 3 km) ou de objetos "mais quentes" como o motor de um automóvel em funcionamento ou uma chama a distâncias maiores, geralmente até 5–6 km, em virtude dos fenômenos da absorção, dispersão e refração sofridas pela luz infravermelha na atmosfera, especialmente na presença de vapor d'água.
Os dispositivos FLIR mais avançados, com capacidade de detecção de imagens a longa distância, operam com um arranjo especial de sensores muito sensíveis, refrigerados criogenicamente para permitir a criação de um contraste térmico capaz de permitir a captação dos sinais térmicos dos objetos e a formação de imagens, ainda que emitam pouquíssima quantidade de calor. Também usam processador de imagem digital para melhorar a qualidade das imagens obtidas, permitindo a correção automática de distorções oriundas dos fenômenos atmosféricos e outras interferências já descritas, minimizando a interferência das condições climáticas e atmosféricas na operação destes equipamentos, obtendo imagens de grande nitidez e qualidade mesmo em condições adversas.
Sensores FLIR são usados frequentemente em embarcações, aviões, helicópteros e em veículos blindados militares. Num cenário de combate este tipo de dispositivo apresenta três grandes vantagens: primeiramente, como se trata de dispositivo passivo é praticamente impossível ser detectado pelo inimigo, uma vez que não emite sinais próprios, apenas capta a energia térmica que já existe no ambiente; em segundo lugar, vê o calor dos objetos, que é muito difícil de camuflar pelo inimigo; em terceiro, os sistemas de FLIR podem ver através da fumaça, da névoa, das árvores e da mais densa vegetação. Entretanto, é muito difícil, usando apenas dispositivos FLIR, distinguir o amigo do inimigo pelas imagens térmicas, o que pode produzir incidentes de baixa por "fogo amigo".
A maturidade desses sistemas revelou-se ao público na primeira Guerra do Golfo, quando as imagens noturnas geradas pelos aviões de ataque da coalizão eram transmitidas pela TV, revelando a facilidade e nitidez com que observavam e destruiam seus alvos.
Atualmente os sistemas FLIR integram sistemas aeronáuticos de navegação e disparo de armas bem mais complexos, que agregam múltiplas tecnologias como sensores eletro-ópticos, laser e radar operando em interação, como no sistema norte-americano LANTIRN (Low Altitude Navigation and Targeting Infrared for Night), montado em suportes com giro estabilizado nos três eixos e visão de 360 graus de azimute, além de possuir interface com os sistemas de navegação e de radar da aeronave que o porta.
Hoje a extensa utilização do FLIR na aviação é inconteste, dada sua possibilidade de emprego em uma gama variada de tarefas como reconhecimento, busca e salvamento, patrulha e vigilância, e, como citado, em combate, a partir de diferentes plataformas. O FLIR é utilizado atualmente por diversas forças militares e civis pelo mundo, permitindo realizar as tarefas já mencionadas com extrema eficiência, transformando a noite em dia.

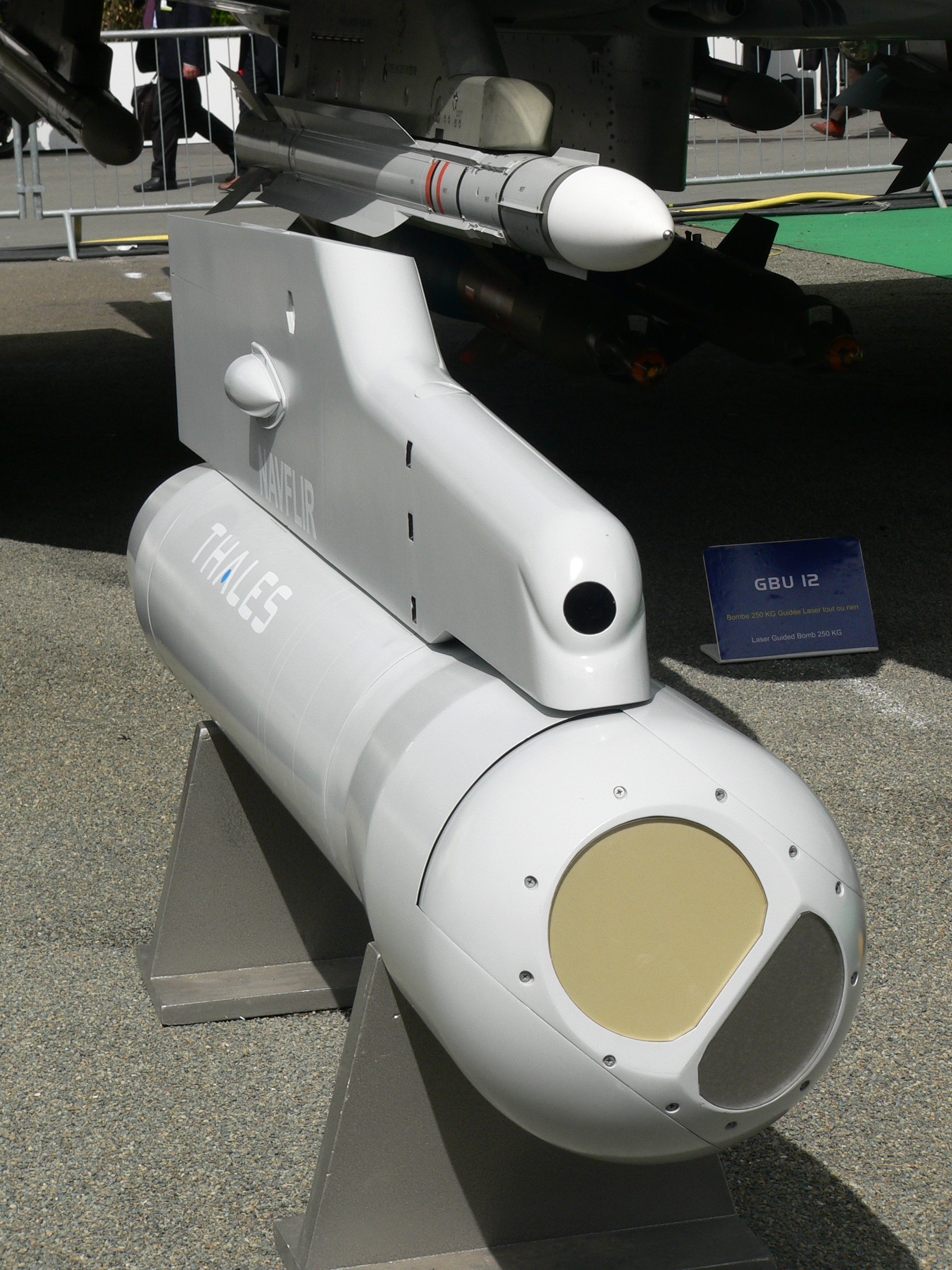
Casulo de navegação aeronáutica baseado em FLIR (NAVFLIR) da empresa Thales

Alguns países que detém a tecnologia de produção do FLIR são os Estados Unidos, onde são produzidos em especial pela FLIR Systems Incorporated que tem atualmente no sistema AN/AAQ-22 um de seus principais produtos, podendo ser transportado por uma imensa gama de aeronaves. Este foi o sistema escolhido para equipar os aviões brasileiros EMB-145 e EMB-314 Super Tucano, o primeiro na tarefa de sensoreamento remoto da Amazônia e o segundo para equipar a Força Aérea Brasileira no programa ALX, para as tarefas de interceptação e vigilância para o projeto SIVAM. Também a França detém esta tecnologia, onde empresas como a SAGEM e a Thales(antiga Thompson-CSF) são tradicionais fornecedoras de equipamentos FLIR para o Exército, Força Aérea e Marinha Francesas. A SAGEM, por exemplo, tem no mercado o sistema IRIS, que é utilizado em aeronaves como o Mirage 2000, com alcance de detecção de 26 km, podendo também ser instalado em helicópteros e que também equipa o carro de combate Leclerc, hoje o principal tanque do Exército Francês.

## Origem do termo FLIR
O termo "olhar para frente" é usado distinguir os sistemas de FLIR daqueles sistemas de guiagem de mísseis por infravermelho e dos sistemas mais antigos, de abertura lateral. Tais sistemas eram usados tipicamente em aviões e nos satélites. Envolvem normalmente uma disposição de sensores nas laterais, apontados a apenas uma única direção (1D), que usava o movimento do seu vetor para mover a vista da superfície do solo para formar uma imagem em 2 dimensões. Tais sistemas não têm capacidade de formar uma imagem em tempo real, e devem olhar perpendicularmente ao sentido do curso, até determinado alcance. Tornaram-se praticamente obsoletos pelo desenvolvimento dos sistemas de imagem latente como o FLIR e o LLLTV.